# Стилл, Уилл
Уильям Стилл (англ. William Still; род. 14 октября 1992, Брен-л'Аллё, Валлония) — английский футболист и футбольный тренер.

## Биография
Родился 14 октября 1992 года в бельгийском городе Брен-л’Аллё в семье англичан, переехавших в Бельгию из Великобритании двумя годами ранее. У Уилла есть два брата, Николас и Эдвард.
Болеет за английский клуб «Вест Хэм Юнайтед».

## Карьера игрока
На молодёжном уровне играл на позиции опорного полузащитника за «Сент-Трюйден» и «Монс». Во взрослом футболе выступал за «Оверейсе» (в 4-м дивизионе Бельгии).

## Карьера тренера
Обучался на тренера в «Myerscough College» в Престоне. Там же начал тренерскую карьеру, работая тренером (2011—2012 год) в академии клуба «Престон Норт Энд» с командой до 14 лет.
В 2014—2015 годах работал видеоаналитиком в «Сент-Трюйдене». В 2015—2016 годах работал видеоаналитиком в «Стандарде».

### «Льерс»
В 2017—2018 годах работал видеоаналитиком в бельгийском «Льерсе». С апреля по июнь 2017 года также занимал должность скаута. С июля по октябрь 2017 года работал ассистентом главного тренера.
С октября по декабрь 2017 года был главным тренером команды, выступающей во 2-м дивизионе Бельгии. Вынужден был покинуть должность, так как не обладал степенью «тренера уровня A» УЕФА.
С декабря 2017 по апрель 2018 года работал ассистентом главного тренера.

### «Беерсхот»
С июля 2018 по январь 2021 года работал видеоаналитиком и ассистентом главного тренера в бельгийском «Беерсхоте».
С января по июнь 2021 года был главным тренером команды, выступающей в высшем дивизионе Бельгии.

### «Реймс»
С июля по октябрь 2021 года работал ассистентом главного тренера во французском «Реймсе».

### «Стандард»
С октября 2021 по июнь 2022 года работал ассистентом главного тренера в бельгийском «Стандарде».

### Возвращение в «Реймс»
С июля по октябрь 2022 года работал ассистентом главного тренера.
В октябре 2022 года стал главным тренером команды, выступающей в высшем дивизионе Франции. Поскольку у Стилла не было лицензии УЕФА Про, «Реймс» был вынужден платить штраф по 25 000 евро за каждый матч, в котором командой руководит этот специалист. После назначения Стилла команда выдала серию из 14 игр подряд без поражений (во всех турнирах) вплоть до поражения от «Тулузы» 8 февраля 2023 года. Также команда с момента назначения Стилла не проигрывала 17 матчей подряд в чемпионате вплоть до поражения от «Марселя» 19 марта 2023 года. В итоге клуб занял 11-е место в чемпионате. 2 мая 2024 года уволен с поста главного тренера «Реймса». После 31 тура команда занимала 11-е место в чемпионате.

### «Ланс»
В июне 2024 года стал главным тренером французского «Ланса».

## Тренерская статистика
Данные откорректированы по состоянию на 18 августа 2025 года.
| Льерс       | 12 октября 2017 | 2 декабря 2017 | 9   | 7  | 0  | 2  | 077,78 |
| Беерсхот    | 19 января 2021  | 30 июня 2021   | 15  | 6  | 2  | 7  | 040,00 |
| Реймс       | 13 октября 2022 | 2 мая 2024     | 65  | 26 | 17 | 22 | 040,00 |
| Ланс        | 10 июня 2024    | 18 мая 2025    | 37  | 16 | 8  | 13 | 043,24 |
| Саутгемптон | 25 мая 2025     | н.в.           | 3   | 2  | 1  | 0  | 066,67 |
| Итого       | Итого           | Итого          | 129 | 57 | 28 | 44 | 044,19 |